# Ostraka (album)
Ostraka je studiové album českého zpěváka Michala Prokopa a jeho skupiny Framus Five, vydané v dubnu 2025 společností Supraphon. Jde o první album skupiny nahrané po smrti dlouholetého kytaristy Luboše Andršta, kterého zastoupil Pavel Marcel (který jako host přispěl již na předchozí album Mohlo by to bejt nebe…). Nově se na albu představil také klávesista Andy Čermák, který nahradil Jana Koláře.
Obsahuje celkem třináct písní, dvanáct autorských a jednu coververzi od dua Suchý a Šlitr. Nahráno bylo během roku 2024 ve studiích Faust Records v Praze a Fat Dog v Karlštejně, stejně jako v domácích studiích Jana Hrubého a Jiřího Šímy. Mix a mastering provedl Pavel Marcel v prosinci 2024 ve studiu Fat Dog. Autorem fotografií uvnitř bookletu alba je Ivan Prokop, design pochází z dílny Karla Halouna a Luďka Kubíka.
První singl z alba, „A přece ráno“, vyšel koncem ledna 2025. Píseň „Ostraka“ vyšla jako druhý singl v březnu toho roku. Album bylo pokřtěno na festivalu Metronome v červnu 2025.

## Seznam skladeb
| Pořadí         | Název                  | Hudba          | Text           | Délka |
| -------------- | ---------------------- | -------------- | -------------- | ----- |
| 1.             | A přece ráno           | Andy Čermák    | Martin Němec   | 4:41  |
| 2.             | Bezvětří               | Michal Prokop  | Jan Lacina     | 4:53  |
| 3.             | Minuli jsme se ve snu  | Zdeněk Tichota | Michal Bulíř   | 3:19  |
| 4.             | Hollywood              | Zdeněk Tichota | Michal Bulíř   | 5:08  |
| 5.             | Jěště pár fotek        | Michal Prokop  | Tomáš Roreček  | 4:33  |
| 6.             | Na cestě               | Pavel Marcel   | Michal Bulíř   | 4:37  |
| 7.             | Blues o prázdném sedle | Pavel Marcel   | Michal Bulíř   | 5:40  |
| 8.             | Ostraka                | Andy Čermák    | Michal Bulíř   | 2:58  |
| 9.             | V nákupáku             | Zdeněk Tichota | Zdeněk Tichota | 3:29  |
| 10.            | Sejmi                  | Michal Prokop  | Michal Bulíř   | 3:45  |
| 11.            | Vážený páne            | Zdeněk Tichota | Jan Lacina     | 3:15  |
| 12.            | Vyrovnání              | Andy Čermák    | Marián Zima    | 3:26  |
| 13.            | Na shledanou           | Jiří Šlitr     | Jiří Suchý     | 3:13  |
| Celková délka: | Celková délka:         | Celková délka: | Celková délka: | 53:26 |

## Obsazení

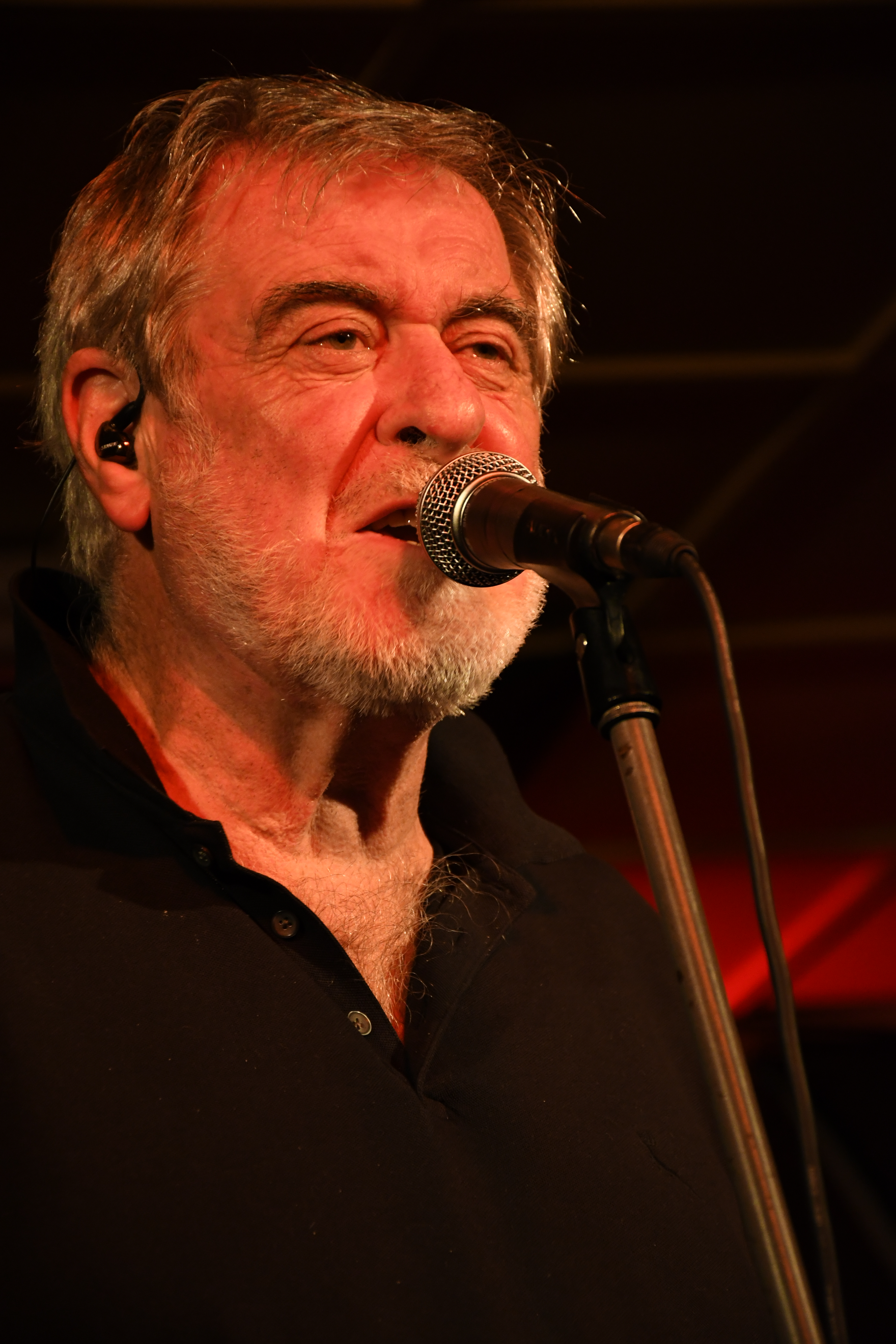
Michal Prokop (2019)

### Framus Five
- Michal Prokop – zpěv, harmonika
- Jan Hrubý – housle
- Pavel Marcel – kytara, klavír
- Andy Čermák – klávesy, varhany, klavír, elektrické piano
- Zdeněk Tichota – baskytara, kytara
- Pavel Razím – bicí
- Jiří Šíma – saxofon
- Roman Němec – trubka

### Hosté
- Imran Musa Zangi – perkuse
- Filip Zangi – perkuse
- Barbora Vaculíková – sbory
- Lenka Boháčová – sbory
- Filip Jiskra – pozoun
- Jaroslav Ondráček – violoncello